# 晋攻卫之战
晋攻卫之战，是春秋时期，晋国攻打卫国的战役。
前632年，晋文公与楚成王争霸时，卫国倒向楚国，晋文公首先占领卫国，城濮之战后，卫国参加践土之盟，承认晋国的霸主地位。卫国距离晋国近，因此更加依附于晋国。卫国几次内乱，晋国都出兵卫国。但是在晋国霸权衰落时，卫灵公想要摆脱晋国霸权，联合齐国对抗晋国。并且参与晋国的六卿之乱。六卿之乱安定后，卫国由于卫庄公和卫出公父子争权，晋国也时常出兵干涉卫国。

## 过程

### 晋文公攻卫
晋文公流亡时，被卫文公拒之门外。前632年，晋文公重耳讨伐亲附楚国的卫国，正月初九日，占取了五鹿（今河南省清丰县西北）。卫成公离开国都住在襄牛。晋文公的晚年，诸侯朝见晋国，卫成公不去朝见，派孔达攻打郑国的绵、訾和匡地（今河南省长垣县西南）。前626年，晋襄公讨伐卫国，到达南阳（今河南省西北黄河以北地区）。晋襄公在温地朝觐了周襄王。先且居、胥臣进攻卫国。五月初一日，晋军包围戚地（今河南省濮阳市东北）。六月初八日，占取戚地，孙昭子被晋国所俘。卫国的孔达就率兵进攻晋国。陈共公出面调解，孔达被送到晋国请罪，戚地归属晋国。

### 孙氏之乱
前559年，卫国的卿孙林父、甯喜把卫献公驱逐出境，拥立公孙剽为卫殇公，卫献公逃到齐国。前556年，孙林父的儿子孙蒯打猎时，被曹国人触怒，同年夏，孙蒯和石买率兵进攻曹国，占取了重丘。曹国向晋国状告卫国。前555年夏，晋国为了曹国，在长子拘捕了卫国的行人石买，在纯留拘捕了孙蒯。
前548年，卫献公回到卫国的夷狄（今山东省聊城市西南）。前547年二月，甯喜弑卫殇公，拥立卫献公复位，孙林父在封地戚对抗卫献公。卫献公派军攻打戚地东境，孙林父向晋国求援，晋国派兵戍守茅氏（今河南省濮阳市东北），卫献公派殖绰在茅氏之战杀了三百个晋国守兵。孙蒯击败殖绰，殖绰被俘。孙氏再次向晋国求援。晋国召集诸侯，准备讨伐卫国。六月，晋国赵武在澶渊会见鲁襄公、宋国向戌、郑国良霄、曹国人，以讨伐卫国，划正戚地的疆界，占领了卫国西部边境懿氏六十邑给了孙氏。卫献公于是求和，被晋国扣留，关在士弱家里。卫国把卫姬送给晋国，晋平公这才释放了卫献公。

### 卫灵公叛晋
前503年，齐景公、郑献公在咸地结盟，在卫国召集诸侯。卫灵公想要背叛晋国，大夫们反对。卫灵公派北宫结到齐国，私下让齐景公逮捕北宫结，然后攻打卫国。齐景公听从了，就在琐地结盟。前502年，晋国赵鞅和卫灵公会盟，赵鞅派涉佗、成何代表晋国结盟。卫国人请他们执牛耳。成何认为卫国和晋国温地、原地差不多，只是属地，不算诸侯。将要歃血，涉佗推开卫灵公的手，血顺着淌到手腕上。卫灵公担心大夫们反对自己背叛晋国，于是住在郊外，大夫询问，卫灵公把受到的侮辱告知，而且说晋国要国君之子、大夫之子还有国中的工匠商人作为人质。已经定了起程日期，卫灵公派王孙贾向国人说：“如果卫国背叛晋国，晋国攻打我们五次，会危险到什么程度？”国人说：“攻打我们五次，我们还可以有能力作战。”王孙贾认为应先背叛晋国，发生危险再送人质。于是卫国背叛晋国，晋国请求重新结盟，卫国不同意。秋，晋国的士鞅为了报复伊阙之役，会合成桓公攻打郑国，包围虫牢，途中乘机攻打卫国。九月，为了协同晋国作战，鲁国季孙斯、仲孙何忌率军攻打卫国。冬，卫灵公、郑献公在于曲濮会盟。前501年，齐景公攻打晋国夷仪，把禚地、媚地、杏地送给卫灵公。
卫灵公在寒氏进攻晋国的邯郸午，攻破寒氏城的西北角而派兵据守，到晚上邯郸午的军队溃散。前500年，为了报复夷仪之役，赵鞅包围卫国。邯郸午率徒兵七十进攻卫国西门，在城门里杀了人。涉佗也带领士兵七十人，早晨攻打城门，走向城门左右两边，全部站定不动。到中午不开城门，这才退回去。晋国回兵以后，责问卫国背叛的原因，卫国说原因是涉佗、成何。晋国因此逮捕了涉佗，向卫国要求讲和。卫国不答应，晋国杀死涉佗。成何逃亡到燕国。冬，齐景公、卫灵公和郑国游速在安甫会盟。前497年春，齐景公、卫灵公在垂葭，派军队进攻晋国，渡过黄河进攻河内。齐景公披甲和卫灵公一起登车，驱车向前。

### 蒯聩之乱
范氏中行氏之乱时，齐国、卫国支持晋国范氏和中行氏。为了营救范氏，前494年，齐景公、卫灵公救援邯郸，包围五鹿。齐军和鲁军、卫国的孔圉、鲜虞人进攻晋国，占取了棘蒲。晋国赵鞅把流亡到晋国的卫太子蒯聩送到卫国戚地。前492年春，齐国国夏、卫国石曼姑围攻戚地，前491年七月，齐国的陈乞、弦施、卫国的甯跪救援范氏。七月十四日，包围五鹿。范氏、中行氏失败后，前490年夏，因为卫国帮助范氏，赵鞅进攻卫国，乘机包围中牟。
前488年，因为卫国不顺服，晋国魏曼多率军攻打卫国。前482年秋，魏曼多再次率军攻打卫国。前481年秋，赵鞅率军攻打卫国。15晋赵鞅率军攻打卫国，支持蒯聩为君，子路在卫国政变中遇害。蒯聩即位之后，与赵鞅失和。前478年六月，赵鞅包围卫国。齐国的国观、陈瓘救援卫国，俘虏了晋国单车挑战的人，赵鞅撤兵回国。十月，晋国再次攻打卫国，进入外城。将要进入内城，卫国人赶走了蒯聩而和晋国讲和。晋国立公孙般师为卫君，然后回国。十一月，卫庄公蒯聩从鄄地回国，驱逐了公孙般师复位，再想驱逐石圃，被石圃反击，蒯聩被杀。十二月，齐国进攻卫国，卫国请求讲和。齐国立了公子起为卫君，拘捕了般师回去，让他住在潞地。次年，卫国政变，卫君起流亡齐国。蒯聩之子卫出公从齐国返回卫国复位。